# Алмазне озеро
Алма́зне о́зеро — озеро штучного походження на місці стариці Десни. Розташоване у межах лівобережної заплави Дніпра на північ від Лісового масиву і на схід від масиву Вигурівщина-Троєщина у Деснянському районі Києва. За площею (1,65 км2) є найбільшим озером Києва. Максимальна довжина відкритої частини по прямій становить 3,2 км, ширина — 715 м, периметр — 9,06 км. Максимальна глибина сягає 19,7 м.

## Історія
Озеро виникло у першій половині 1980-х років у зв'язку з видобутком ґрунту, який було використано для підвищення позначок земної поверхні перед будівництвом житлового масиву Вигурівщина-Троєщина. В 1984 році розміри озера складали лише третину від сучасних. В сучасних розмірах існує приблизно з 1990 року.
До виникнення озера на його місці видобували торф. Тому серед місцевого населення зустрічається ще одна назва озера — Торфи.
Озеро знаходиться на Троєщині, вулиця Крайня.

## Особливості живлення
Озеро живиться переважно атмосферними опадами і завдяки надходженню підземних вод. Є слабопротічним — сполучається бетонною трубою з групою Вигурівських озер, а через них — із Десенкою.

## Біота
На берегах озера Алмазного зустрічається верба, тополя, береза, сосна.
Повітряно-водна рослинність розвинена слабко, оскільки озеро має дуже мало мілководних ділянок. Винятком є ділянка, прилегла до північно-східної частини озера. Характерні види: очерет звичайний, рогіз вузьколистий та рогіз широколистий. Серед водяних рослин трапляються: рдесник пронизанолистий, рдесник курчавий, рдесник гребенястий, кушир занурений, водопериця колосиста. У другій половині літа і на початку вересня озеро сильно «цвіте».
В озері Алмазне нараховується 21 вид риб, зокрема карась китайський, щука, лящ звичайний, окунь звичайний, плітка звичайна, лин, вівсянка звичайна, короп, верховодка звичайна, щипавка звичайна, тупоносий бичок західний, бичок-пісочник, бичок-гонець, плоскирка європейська, краснопірка звичайна, лящ звичайний, судак звичайний, сом європейський, колючка багатоголкова південна, головешка ротан, сонячний окунь. Останні два види є чужорідними представниками для іхтіофауни і здатні негативно впливати на місцеву фауну водних та вторинноводних (земноводних) тварин . Із водоплавних птахів на озері зустрічаються наступні види: крижень, пірникоза велика, лиска, водяна курочка, мартин звичайний, мартин жовтоногий, баклан великий, чапля сіра, чепура велика, бугайчик, крячок річковий, очеретянка велика, синьошийка, ремез. Під час міграцій реєструється чимало видів качок (чирянка велика, попелюх, чернь чубата, чернь морська, турпан, широконіска, свищ, крех середній, гоголь), крячки (білощока, чорна та білокрила), пірникоза чорношия, пірникоза сірощока та пірникоза червоношия (останні два види входять до списку Червоної книги України), орлан-білохвіст, лунь очеретяний

## Панорама

Панорама озера Алмазне